# Rafael Martínez i Aguilera
Rafael Martínez i Aguilera, més conegut com a Rafa Martínez (Santpedor, Bages, 3 de març de 1982), és un exjugador de bàsquet català que jugava a la posició d'escorta. Va jugar al Bàsquet Manresa i al València Basket Club, equip del qual és el màxim triplista de la història des del 7 d'abril de 2012.

## Trajectòria
Rafa Martínez es va formar a les categories inferiors del del Bàsquet Manresa. La temporada 1999-2000 jugà a l'equip de la LEB, i aquesta temporada va debutar amb el primer equip a la ACB, el 9 d'octubre de 1999 davant el FCB. La temporada següent va estar al Club Bàsquet de Vic de la EBA.
Després de passar dos anys al Valls Félix Hotel a la LEB-2, va tornar al Ricoh Manresa l'any 2003. La temporada 2006-2007 l'equip jugà a la LEB. El 2008 fitxà pel Pamesa Valencia equip que conquistà l'any 2010 la Eurocup. Després de completar el millor percentatge de triples de la Lliga ACB és seleccionat per la competició per participar al concurs de triples de Madrid el cap de setmana de la Supercopa 2010.¹A la temporada 2016/2017, va guanyar la Lliga ACB amb el conjunt taronja després de guanyar el Reial Madrid a la final per 3-1.
A la jornada 5 de la temporada 17/18 aconsegueix posicionar-se com el setè millor triplista de la història de la ACB al superar a Rafa Jofresa.²
Després d'11 temporades jugant al Valencia Basket no renova el seu contracte. 3 El juliol de 2019 fitxa per una temporada amb el Bilbao Basket.4
Selecció nacional
Ha estat internacional amb la selecció de basquet d'Espanya en categoríes inferiors. Amb la selecció Sub-20 va aconseguir la medalla de plata al Campionat Europeo de Basquet de 2002 disputat a Vílnius (Lituania), i amb la selecció «B» guanyà la medalla de bronze dels Jocs Mediterranis de 2005 celebrats a Almería (Espanya).
El juny de 2010 fou inclòs a la llista de 24 jugadors facilitada per la Federació Espanyola de Bàsquet a la FIBA per integrar la selecció de bàsquet d'Espanya al Campionat Mundial de Bàsquet de 2010.⁵
El seleccionador espanyol, Sergio Scariolo, el va incloure a la llista de 15 jugadors que es concentrarien a Las Palmas prèviament al campionat.⁶Tot i així es convertí en el segon descartat de Sergio Scariolo.7L'any 2011 fou elegit entre els quinze preseleccionats per l'Eurobasket 2011 de Lituania i el 2012 fou invitat a la concentració de la selecció espanyola dels Jocs Olímpics de Londres.

## Clubs
· Unió Manresana (LEB): 1999-2000
· TDK Manresa (ACB): 1999-2000
· Club Basket Vic (EBA): 2000-2001
· Valls Félix Hotel (LEB-2): 2001-2003
· Ricoh Manresa (ACB/LEB): 2003-2008
· Valencia Basket (ACB): 2008-2019
· Bilbao Basket (ACB): 2019-2020
· BAXI Manresa (ACB): 2020-2021

## Palmarès
Campionats nacionals
· Campionat d'Espanya Sub-20: 2001-2002 (Bàsquet Manresa).
· Lliga LEB: 2006-2007 (Ricoh Manresa).
· Lliga ACB (1): 2017 (València Basket Club).
· Supercopa d'Espanya (1): 2017 (València Basket Club).
Lliga Catalana de Bàsquet : 2021 (BAXI Manresa)
Campionats internacionals
· Medalla de Plata. Campionat d'Europa Selecció Española Sub-20. Vilnius 2002
· Eurocup (3): 2010, 2014, 2019.

## Mèrits individuals
· Màxim triplista de la història de la Eurocup
· Jugador amb més partits de la història de la Eurocup